# Grèzes (Lozère)
Grèzes è un comune francese di 251 abitanti situato nel dipartimento della Lozère nella regione dell'Occitania.

## Società

### Evoluzione demografica
Abitanti censiti